# Knapy (Basses-Carpates)
Pour les articles homonymes, voir Knapy.
Knapy est une localité polonaise de la gmina de Baranów Sandomierski, située dans le powiat de Tarnobrzeg en voïvodie des Basses-Carpates.